# Toxicodynamie
La toxicodynamie, ou toxicodynamique, est une composante de la toxicologie qui étudie les mécanismes d'action d'un toxique au niveau des tissus cibles d'un organisme, ainsi que ses effets biochimiques et physiologiques.
La toxicodynamie se distingue de la toxicocinétique, qui s'intéresse au cheminement du toxique dans l'organisme. Ces deux composantes forment les pendants de la pharmacocinétique et de la pharmacodynamie en pharmacologie.